# Gears of War
Gears of War é uma franquia de jogos eletrónicos de tiro em terceira pessoa criada e originalmente propriedade da Epic Games, desenvolvida e gerida pela The Coalition, e agora a Xbox Game Studios tem seus direitos e publica-a. A série foca no conflito entre a humanidade, os reptilianos humanoides subterrâneos conhecidos como Locust Horde, e os seus homólogos modificados, os Lambent. A franquia consiste em jogos de tiro em terceira pessoa, os quais foram suplementados por uma série de quadrinhos e cinco romances. De acordo com a Microsoft, a série Gears of War já vendeu mais de 22 milhões de unidades e rendeu mais de $1 bilião (USD) em receita até janeiro de 2014.

## Jogos
Títulos
- Gears of War (2006)
- Gears of War 2 (2008)
- Gears of War 3 (2011)
- Gears of War: Judgment (2013)
- Gears of War: Ultimate Edition (2015)
- Gears of War 4 (2016)
- Gears 5 (2019)
- Gears of War: Reloaded (2025)
- Gears of War: E-Day (TBA)

| Jogo                           | GameRankings              | Metacritic        |
| ------------------------------ | ------------------------- | ----------------- |
| Gears of War                   | (X360) 93.97% (PC) 87.07% | (X360) 94 (PC) 87 |
| Gears of War 2                 | (X360) 93.32%             | (X360) 93         |
| Gears of War 3                 | (X360) 91.49%             | (X360) 91         |
| Gears of War: Judgment         | (X360) 77.53%             | (X360) 79         |
| Gears of War: Ultimate Edition |                           | (XONE) 82 (PC) 73 |
| Gears of War 4                 | (XONE) 85.90% (PC) 83.67% | (XONE) 84 (PC) 85 |
| Gears 5                        | *                         | (XONE) 84 (PC) 82 |

* O site GameRankings está offline e está redirecionando para o site Metacritic desde 9 de dezembro de 2019. 